# Orchis patens
Espèce
Synonymes
- Orchis patens var. fontanesii  Rchb.f. (1851), (not validly publ.)
- Barlia patens (Desf.) Szlach. (2001).
- Androrchis patens (Desf.) D.Tyteca & E.Klein (2008).

Orchis patens est une espèce d'orchidée que l'on trouve dans la partie centrale de la Méditerranée et vers le nord-ouest de l'Afrique
.
Deux sous-espèces sont reconnues par le Monde, Liste de vérification de certaines Familles de Plantes:
- Orchis patens subsp. canariensis (Lindl.) Asch. & Graebn. – endémique des Îles Canaries
- Orchis patens subsp. patens